# Hamilton Tigers
Hamilton Tigers byl profesionální kanadský klub ledního hokeje, který sídlil v Hamiltonu v provincii Ontario. V letech 1920–1925 působil v profesionální soutěži National Hockey League. Své domácí zápasy odehrával v hale Barton Street Arena s kapacitou 4 500 diváků. Klubové barvy byly černá, zlatá a bílá.
Hamilton Tigers byl nástupcem týmu Quebec Bulldogs. Ačkoliv tým změnil majitele a zázemí, zůstaly výsledky stejné. Během pěti sezon v NHL skončili "tygři" čtyřikrát na posledním místě. Po rozšíření ligy v sezoně 1924/1925 (přistoupili Boston Bruins a Montreal Maroons) se jim senzačně podařilo základní část vyhrát. Poté však od vedení NHL začali žádat odměnu 200 dolarů pro každého hráče za každý zápas playoff, jinak budou stávkovat. Vedení NHL na to nepřistoupilo a Hamilton vyřadili nejprve z playoff a poté i z NHL.

## Trenéři
- 1920/21-žádný
- 1921/22-žádný
- 1922/23-Art Ross
- 1923/24-Percy Lesueur
- 1924/25-Jimmy Gardner

## Slavní hráči
- Joe Malone - od r. 1950 v Hokejové síni slávy

## Umístění v jednotlivých sezonách
Stručný přehled
Zdroj: 
- 1920–1925: National Hockey League

Jednotlivé ročníky
Zdroj: 
Legenda: Z - zápasy, V - výhry, VP - výhry v prodloužení, R - remízy, P - porážky, PP - porážky v prodloužení, VG - vstřelené góly, OG - obdržené góly, +/- - rozdíl skóre, B - body, KPW - Konference Prince z Walesu, CK - Campbellova konference, ZK - Západní konference, VK - Východní konference, fialové podbarvení - reorganizace, změna skupiny či soutěže
| USA / Kanada (1920 – 1925) |                   |        |    |    |    |   |    |    |    |     |     |    |        |          |
| Sezóny                     | Liga              | Úroveň | Z  | V  | VP | R | PP | P  | VG | OG  | +/- | B  | Pozice | Play-off |
| 1920/21                    | NHL (1. polovina) | 1      | 10 | 3  | –  | 0 | –  | 7  | 34 | 38  | -4  | 6  | 4.     | Ne       |
| 1920/21                    | NHL (2. polovina) | 1      | 14 | 3  | –  | 0 | –  | 11 | 58 | 94  | -36 | 6  | 4.     | Ne       |
| 1921/22                    | NHL               | 1      | 24 | 7  | –  | 0 | –  | 17 | 88 | 105 | -17 | 14 | 4.     | Ne       |
| 1922/23                    | NHL               | 1      | 24 | 6  | –  | 0 | –  | 18 | 81 | 110 | -29 | 12 | 4.     | Ne       |
| 1923/24                    | NHL               | 1      | 24 | 9  | –  | 0 | –  | 15 | 63 | 68  | -5  | 18 | 4.     | Ne       |
| 1924/25                    | NHL               | 1      | 30 | 19 | –  | 1 | –  | 10 | 90 | 60  | +30 | 39 | 1.     | Ne       |